# Rio dos Cachorros
O rio dos Cachorros é um curso d'água localizado em São Luís do Maranhão, com 10,71 km de extensão.
Sua bacia hidrográfica ocupa uma área de 63,7 km², na região sudoeste da ilha de Upaon-Açu, na zona rural do município de São Luís.
Sua nascente fica localizada entre os bairros Rio Grande e Tanandiba, desaguando no Estreito dos Coqueiros, próximo ao porto da Alumar.
Algumas das localidades banhadas pelo rio são: Vila Maranhão, Cajueiro, Parnauaçu, Porto Grande, Taim, Limoeiro, Rio dos Cachorros, Embaubal.
O curso do rio tem forte penetração das águas marinhas, na baía de São Marcos, com um ambiente estuarino e presença de manguezais. 
Fica situado entre a zona rural e a zona industrial, próximo a empreendimentos industriais de grande porte, como a Alumar, a Vale, o Porto do Itaqui e a Usina Termelétrica Porto do Itaqui. Trata-se de região com constante pressão social e ambiental, habitada por comunidades tradicionais, que utilizam o rio para a pesca, mas que sofre com a poluição provocada por dejetos industriais. 
Outra atividade realizada no local é a extração de minerais (laterita e areia), o que também provoca impacto ambiental.
Também está em estudo a criação da Reserva Extrativista do Taim, com intuito de preservação da região. 